# Vi alene vide
Vi alene vide er et udsagn (dog ikke et direkte citat), som tillægges kong Frederik VI. Sentensen citeres ofte som eksempel på den enevældige konges modstand mod trykkefriheden.
Udsagnet findes i kongens svar af 26. februar 1835 på Trykkefrihedsadressen af 21. februar samme år, hvor 572 borgere havde krævet uændret trykkefrihed i kølvandet på retssagen mod C.N. David og regeringens tanker om øget censur for at imødegå "Skrivefrækheden". Den 16. december 1834 havde kongen henvendt sig til Danske Kancelli i spørgsmålet om indførelsen af en skærpet censur. Blandt underskriverne på adressen var 27 professorer, 12 præster, 10 overretsadvokater, 6 højesteretsadvokater, 82 embedsmænd i centraladministrationen og 55 officerer; de fleste fra Søetaten.
Kongens svar tilkendegav, at offentligheden i statens øjne ikke burde påvirke trykkefrihedslovgivningen. Det var medvirkende til at samle den liberale opposition, bl.a. ved oprettelsen af Selskabet for Trykkefrihedens rette Brug samme år.
Kongens fulde svar, som blev trykt i Kollegialtidende, og som formentlig er forfattet af gehejmestatsminister P.C. Stemann, lyder: 
| Citat | Det har været Os uventet at see, at flere af vore kjære og tro Undersaatter har kunnet ansøge om, at Ingen Forandring i Trykkefrihedsanordningen maa foretages, thi ligesom Vor landsfaderlige Opmærksomhed stedse har været henvendt paa at bidrage Alt, hvad der staar i Vor kongelige Magt, til at virke for statens og Folkets Vel, saaledes kan heller Ingen uden Vi alene være i Stand til at bedømme, hvad der er til begges sande Gavn og Bedste. | Citat |
|       | |       |